# 内山由绮
内山由绮（日语：／ Uchiyama Yuki，1998年11月28日—），日本女子竞技体操运动员，2015年亚洲竞技体操锦标赛女子团体全能金牌得主、2017年夏季世界大运会女子团体全能铜牌得主、2018年亚洲运动会女子团体全能铜牌得主。